# Enric Sirera
Enric Sirera Pladevall (Barcelona, 1935-13 de agosto de 2025), conocido como Castor, fue un piloto de motociclismo español. Fue piloto oficial de Montesa desde 1954. Disputó once ediciones en las 24 Horas de Montjuïc, en el que solía hacer pareja con su hermano Jordi Sirera. Pilotando prototipos preparados por ellos mismos, obtuvieron la victoria en la edición de 1963 y una segunda posición en 1966. En el mismo circuito de Montjuïc participó en doce grandes premios. Retirado en 1967, reapareció en 1969 con Bultaco y MV Agusta. Ejerció de comisario por Montesa y Honda.
Enric Sirera formó parte de uno de los grandes éxitos de la marca catalana Montesa al ser miembro del equipo oficial que participó en la TT Isla de Man de 1956. Sirera acabó cuarto en la categoría de Ultra Lightweight TT (125cc) mientras que sus compañeros de equipo Marcelo Cama y Paco González acabaron en segundo y tercer lugar respectivamente.

## Resultados en el Campeonato del Mundo
Sistema de puntuación desde 1950 hasta 1968:
| Posición | 1.º | 2.º | 3.º | 4.º | 5.º | 6.º |
| Puntos   | 8   | 6   | 4   | 3   | 2   | 1   |

### Carreras por año
(Carreras en negrita indica pole position, carreras en cursiva indica vuelta rápida)
| Año  | Cat.  | Moto    | 1       | 2      | 3     | 4     | 5     | 6     | 7     | 8     | 9       | 10    | 11    | 12    | 13    | Pts. | Pos. |
| ---- | ----- | ------- | ------- | ------ | ----- | ----- | ----- | ----- | ----- | ----- | ------- | ----- | ----- | ----- | ----- | ---- | ---- |
| 1954 | 125cc | Montesa |         | IOM -  | ULS - |       | NED - | RFA - |       | NAT - | ESP Ret |       |       |       |       | 0    | -    |
| 1955 | 125cc | Montesa | ESP 10  | FRA -  | IOM - | GER - |       | NED - |       | NAT - |         |       |       |       |       | 0    | -    |
| 1956 | 125cc | Montesa | IOM 4   | NED -  | BEL - | GER - | ULS - | NAT - |       |       |         |       |       |       |       | 3    | 15.º |
| 1961 | 125cc | Montesa | ESP Ret | GER -  | FRA - | IOM - | NED - | BEL - | RDA - | ULS - | NAT -   | SWE - | ARG - |       |       | 0    | -    |
| 1963 | 250cc | Montesa | ESP Ret | GER -  | FRA - | IOM - | NED - | BEL - | ULS - | RDA - | FIN -   | NAT - | ARG - | JPN - |       | 0    | -    |
| 1964 | 250cc | Montesa | USA -   | ESP 10 | FRA - | IOM - | NED - | BEL - | GER - | RDA - | ULS -   | FIN - | NAT - | JPN - |       | 0    | -    |
| 1966 | 250cc | Montesa | ESP Ret | GER -  | FRA - | NED - | BEL - | RDA - | CZE - | FIN - | ULS -   | IOM - | NAT - | JPN - |       | 0    | -    |
| 1967 | 250cc | Montesa | ESP Ret | GER -  | FRA - | IOM - | NED - | BEL - | RDA - | CZE - | FIN -   | ULS - | NAT - | CAN - | JPN - | 0    | -    |